# کورولو (گرگر)
کورولو (به ترکی استانبولی: Korulu) (به کردی: Barzo) یک منطقهٔ مسکونی کردنشین در ترکیه است که در گرگر، آدیامان واقع شده‌است.